# LRK
Lunova Raket Kompleks es una nave espacial soviética destinada a facilitar el alunizaje en nuestro satélite, formada por los bloques G -propulsor- y D -de corrección- del vehículo lunar L-3, puestos en órbita mediante el gigantesco cohete N-1.